# Титлин, Иван Павлович
Иван Павлович Титлин (11 апреля 1909, Подпоговская, Вятская губерния — 19 июня 1992, Киров) — майор Советской Армии, участник Великой Отечественной войны, Герой Советского Союза (1944).

## Биография
Иван Титлин родился 11 апреля 1909 года в деревне Подпоговская Мельница (ныне — Подпоговская в Юрьянском районе Кировской области). Окончил семь классов школы и рабфак, после чего работал сначала в общепите, затем электросварщиком на заводе. В 1931—1934 годах служил в Рабоче-крестьянской Красной Армии. В сентябре 1941 года Титлин повторно был призван в армию. В 1942 году он окончил Рязанское пехотное училище. С мая того же года — на фронтах Великой Отечественной войны. В боях два раза был ранен.
К октябрю 1943 года гвардии старший лейтенант Иван Титлин командовал 112-м отдельным истребительно-противотанковым батальоном 12-й армии 3-го Украинского фронта. Отличился во время битвы за Днепр. 26 октября 1943 года батальон Титлина одним из первых переправился через Днепр в районе плотины Днепрогэса в Запорожье и захватил плацдарм на его западном берегу, предотвратив подрыв противником этой плотины. Оказавшись в окружении, батальон три дня отражал немецкие контратаки, зачастую переходившие в рукопашные схватки. В тех боях Титлин получил ранение, но продолжал сражаться до подхода подкреплений.
Указом Президиума Верховного Совета СССР от 19 марта 1944 года за «образцовое выполнение боевых заданий командования на фронте борьбы с немецкими захватчиками и проявленные при этом отвагу и геройство» гвардии старший лейтенант Иван Титлин был удостоен высокого звания Героя Советского Союза с вручением ордена Ленина и медали «Золотая Звезда» за номером 3396.
В 1944 году Титлин окончил курсы «Выстрел». После окончания войны он продолжил службу в Советской Армии. Работал помощником начальника территориальной группы Управления уполномоченного СНК СССР по делам репатриации в Западной Германии. В 1955 году в звании майора Титлин был уволен в запас. Проживал и работал в Кирове. Умер 19 июня 1992 года.

## Награды
- Герой Советского Союза (19.03.1944)
- Орден Ленина[4]
- Орден Отечественной войны I степени
- Орден Отечественной войны I степени (15.10.1943)[5]

- медали, в том числе:
  - В ознаменование 100-летия со дня рождения Владимира Ильича Ленина (6.4.1970)
  - За победу над Германией (9.5.1945)[3][6]
  - 20 лет Победы в Великой Отечественной войне 1941—1945 гг. (7.5.1965)[7]
  - 30 лет Победы в Великой Отечественной войне 1941—1945 гг.[8]
  - 40 лет Победы в Великой Отечественной войне 1941—1945 гг.[9]
  - Ветеран Вооружённых сил СССР
  - 30 лет Советской Армии и Флота[10]
  - 40 лет Вооружённых Сил СССР[11]
  - 50 лет Вооружённых Сил СССР (26.12.1967)[12]
  - 60 лет Вооружённых Сил СССР (28.1.1978)[13]
  - 70 лет Вооружённых Сил СССР (28.1.1988)[14]
  - Знак МО СССР «25 лет Победы в Великой Отечественной войне» (24.4.1970)[15]

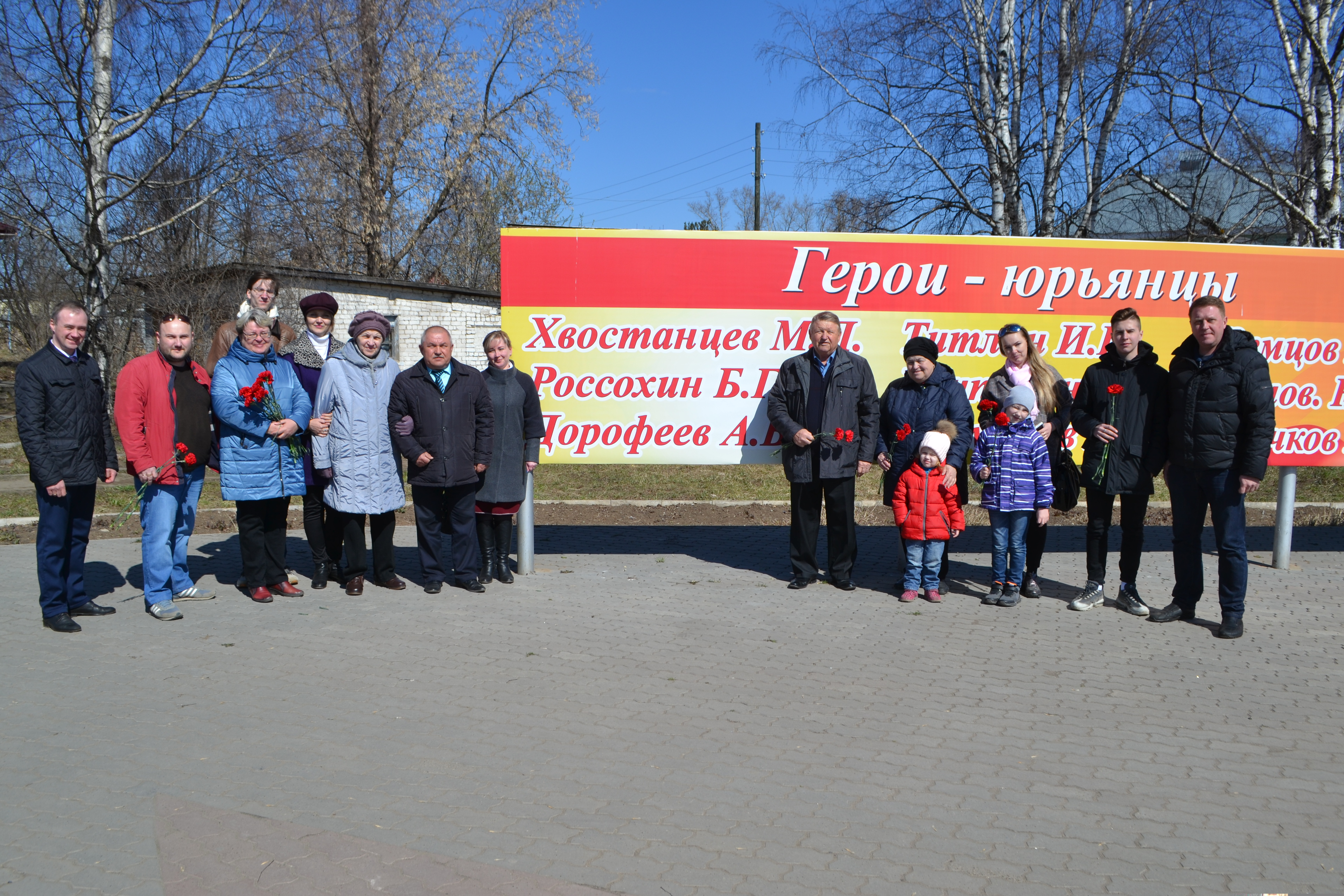
У памятного знака Героям—Юрьянцам. Юрья, 2019

## Память

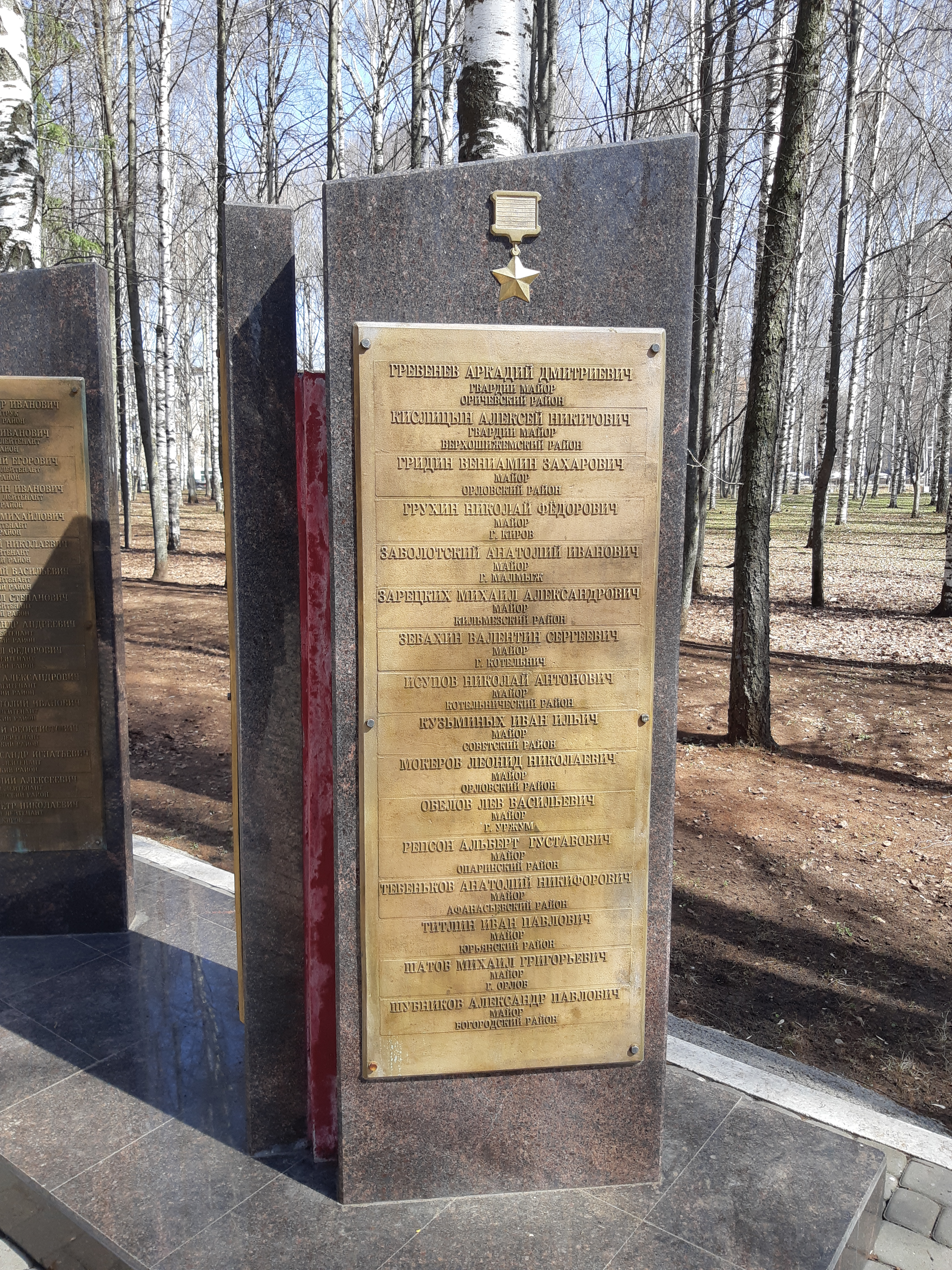
Имя Героя на гранитной стелле в парке Победы в Кирове.

- На могиле И. П. Титлина установлен надгробный памятник.
- Имя И. П. Титлина увековечено:
  - золотыми буквами в зале Славы Центрального музея Великой Отечественной войны (Парк Победы, Москва);
  - на памятной стелле в парке Победы (Киров);
  - на памятном знаке Героям—Юрьянцам (Юрья).